# لی شولم
لی شولم (انگلیسی: Lee Sholem؛ ۲۵ مه ۱۹۱۳ – ۱۹ اوت ۲۰۰۰) یک کارگردان تلویزیون و سینما اهل ایالات متحده آمریکا بود.
شهرت او به خاطر سرعت و کیفیت بالا در کارِ کارگردانی بود. او بیش از ۱۳۰۰ نمایش و سریال تلویزیونی و نیز فیلم بلند سینمایی کارگردانی نموده‌است و رکورد او، تاکنون و در تاریخ هالیوود شکسته نشده‌است.
از فیلم‌های او می‌توان به چشمه سحرآمیز تارزان اشاره نمود.